# 1927
| 1927                                                         |
| ------------------------------------------------------------ |
| Dødsfald - Fødsler                                           |
| • Begivenheder • Film • Litteratur • Musik • Politik • Sport |

| Gregoriansk kalender | 1927 MCMXXVII           |
| Ab urbe condita      | 2680                    |
| Armensk kalender     | 1376 ԹՎ ՌՅՀԶ            |
| Kinesiske kalender   | 4623 – 4624 丙寅 – 丁卯 |
| Etiopisk kalender    | 1919 – 1920             |
| Jødisk kalender      | 5687 – 5688             |
| Hindukalendere       |                         |
| - Vikram Samvat      | 1982 – 1983             |
| - Shaka Samvat       | 1849 – 1850             |
| - Kali Yuga          | 5028 – 5029             |
| Iransk kalender      | 1305 – 1306             |
| Islamisk kalender    | 1346 – 1347             |

Konge i Danmark: Christian 10. 1912-1947
Se også 1927 (tal)

## Begivenheder

### Januar
- 7. januar – det første transatlantiske telefonopkald gennemføres mellem New York og London
- 7. januar – Harlem Globetrotters spiller deres første kamp

### Marts
- 13. marts - den britiske hær ophører med at bruge lansen som officielt våben

### April
- 15. april - den kinesiske general Chiang Kai-shek danner regering i Nanking

### Maj
- 9. maj - Canberra afløser Melbourne som hovedstad i Australien
- 20. maj - England anerkender Saudi-Arabiens selvstændighed
- 20. maj - kl. 7.52 letter Charles Lindbergh fra Roosevelt Field, Long Island med "Spirit of St. Louis" på historiens første soloflyvning over Atlanterhavet. Han lander i Frankrig 33½ time senere.
- 21. maj - Charles Lindbergh lander i Paris efter som den første at have fløjet solo over Atlanten. Turen varede 33 timer og 29 minutter
- 23. maj - Charles Lindbergh modtager "the Legion Of Honour" af Frankrig
- 31. maj - efter en produktion på 15.007.003 enheder, ruller den sidste Ford Model T ud fra fabrikken

### August
- 28. august - Helligåndskirken i Flensborg bliver genindviet

### Oktober
- 4. oktober - Gutzon Borglum påbegynder skulpturerne på Mount Rushmore

### November
- 3. november - Tyrkiet forlader de arabiske bogstaver til fordel for det latinske alfabet

### December
- 14. december – England underskriver en traktat, der anerkender Iraks uafhængighed og tilbyder støtte til Iraks ansøgning om optagelse i Folkeforbundet
- 27. december - Lev Trotskij udstødes af det kommunistiske parti på foranledning af Josef Stalin

## Født

### Januar
- 1. januar – James Reeb, amerikansk Unitarpræst (død 1965).
- 1. januar – Vernon L. Smith, amerikansk økonom.
- 4. januar – Barbara Rush, amerikansk skuespillerinde.
- 9. januar – Thorkild Hansen, dansk forfatter (død 1989).
- 13. januar – Sydney Brenner, sydafrikansk biolog (død 2019).
- 15. januar – Aksel Erhardsen, dansk skuespiller (død 2010).
- 17. januar – Eartha Kitt, amerikansk sangerinde (død 2008).
- 20. januar – Birthe Backhausen, dansk skuespillerinde (død 2005).
- 28. januar – Per Oscarsson, svensk skuespiller (død 2010).
- 30. januar – Olof Palme, svensk statsminister (død 1986). – myrdet

### Februar
- 2. februar – Stan Getz, amerikansk tenorsaxofonist (død 1991).
- 7. februar – Juliette Gréco, fransk visesangerinde og skuespillerinde (død 2020).
- 9. februar – Henrik Wiehe, dansk skuespiller (død 1987).
- 10. februar – Leontyne Price, amerikansk sopran.
- 14. februar – Lois Maxwell, canadisk skuespillerinde (død 2007).
- 18. februar – John Warner, amerikansk politiker (død 2021).
- 19. februar – Eva Gredal, dansk politiker (død 1995).
- 20. februar – Sidney Poitier, amerikansk skuespiller (død 2022).
- 21. februar – Hubert de Givenchy, fransk greve (død 2018).
- 24. februar – Emmanuelle Riva, fransk skuespillerinde (død 2017).
- 25. februar – Ralph Stanley, amerikansk bluegrassmusiker (død 2016).

### Marts
- 1. marts – Harry Belafonte, amerikansk sanger og skuespiller (død 2023).
- 2. marts – Roger Walkowiak, fransk cykelrytter (død 2017).
- 6. marts - Gabriel García Márquez, colombiansk forfatter (død 2014).
- 16. marts – Vladimir Komarov, sovjetisk kosmonaut (død 1967).
- 18. marts – John Kander, amerikansk komponist.
- 22. marts - Vera Henriksen, norsk forfatterinde (død 2016).
- 27. marts – Cecil Bødker, dansk forfatter (død 2020).
- 27. marts – Mstislav Rostropovitj, russisk cellist og dirigent (død 2007).
- 31. marts – William Daniels, amerikansk skuespiller.

### April
- 2. april – Jørgen Lademann, dansk forlagsgrundlægger (død 1987).
- 2. april – Ferenc Puskas, ungarsk fodboldspiller (død 2006).
- 10. april – Marshall Warren Nirenberg, amerikansk biokemiker og genetiker (død 2010).
- 16. april – Pave Benedikt 16., tysk kardinal og pave (død 2022).
- 18. april – Tadeusz Mazowiecki, polsk politiker (død 2013).
- 20. april – Phil Hill, amerikansk racerkører (død 2008).
- 20. april – Karl Alexander Müller, schweizisk fysiker (død 2023).
- 25. april – Albert Uderzo, fransk tegneserieskaber (død 2020).
- 27. april – Coretta Scott King, amerikansk menneskerettighedsforkæmper (død 2006).

### Maj
- 1. maj – Greta Andersen, dansk svømmer (død 2023).
- 13. maj – Erik Hansen, dansk arkitekt (død 2016).
- 13. maj – Herbert Ross, amerikansk instruktør (død 2001).
- 20. maj – David Hedison, amerikansk skuespiller (død 2019).
- 22. maj – George A. Olah, amerikansk kemiker (død 2017).
- 23. maj – Lennart von Lowzow, dansk orlogskaptajn (død 2019).
- 25. maj – Robert Ludlum, amerikansk forfatter (død 2001).

### Juni
- 8. juni – Jerry Stiller, amerikansk komiker (død 2020).
- 12. juni – Paul Hammerich, dansk forfatter og journalist (død 1992).
- 23. juni – Bob Fosse, amerikansk filminstruktør (død 1987).

### Juli
- 4. juli – Gina Lollobrigida, italiensk skuespillerinde (død 2023).
- 6. juli – Janet Leigh, amerikansk skuespillerinde (død 2004).
- 11. juli – Herbert Blomstedt, svensk dirigent.
- 13. juli – Simone Veil, fransk politiker (død 2017).
- 18. juli – Kurt Masur, tysk dirigent (død 2015).
- 20. juli – Lyudmila Alexeyeva, russisk historiker (død 2018).
- 27. juli – Harry Mulisch, hollandsk forfatter (død 2010).

### August
- 8. august – Giuseppe Moioli, italiensk roer (død 2025).
- 9. august – Robert Shaw, engelsk skuespiller (død 1978).
- 11. august – Jørgen Ryg, dansk skuespiller og musiker (død 1981).
- 18. august – Rosalynn Carter, amerikansk præsidentfrue (død 2023).
- 18. august - Feliks Nikolaevitj Kovaljov, russisk-sovjetisk advokat og diplomat (død 2014).
- 19. august – Gert Petersen, dansk politiker og forfatter (død 2009).

### September
- 12. september – Freddie Jones, engelsk skuespiller (død 2019).
- 16. september – Peter Falk, amerikansk filmskuespiller, kendt som Columbo (død 2011).
- 19. september – Rosemary Harris, engelsk skuespillerinde.

### Oktober
- 1. oktober – Steen Langebæk, dansk landsretssagfører og erhvervsleder (død 2020).
- 6. oktober – Birgit Brüel, dansk sanger og skuespiller (død 1996).
- 7. oktober – Al Martino, amerikansk skuespiller og sanger (død 2009).
- 11. oktober – Joséphine-Charlotte af Luxembourg, storhertuginde af Luxembourg (død 2005).
- 14. oktober – Roger Moore, engelsk skuespiller (død 2017).
- 16. oktober – Günter Grass, tysk forfatter (død 2015).
- 18. oktober – George C. Scott, amerikansk skuespiller (død 1999).
- 19. oktober – Pierre Alechinsky, belgisk kunstner, medlem af COBRA.
- 28. oktober – Cleo Laine, engelsk sangerinde og skuespillerinde.

### November
- 3. november – Odvar Nordli, norsk politiker (død 2018).
- 8. november – Jørgen Reenberg, dansk skuespiller (død 2023).
- 8. november – Patti Page, amerikansk sangerinde (død 2013).
- 20. november – Estelle Parsons, amerikansk sangerinde og skuespillerinde.

### December
- 2. december – Jimmy Sangster, engelsk manuskriptforfatter og filminstruktør (død 2011).
- 3. december – Andy Williams, amerikansk sanger (død 2012).
- 4. december – Ebba Nørager, dansk skuespillerinde (død 2021).
- 5. december – Bhumibol Adulyadej, Thailands niende konge (død 2016).
- 8. december – Vladimir Sjatalov, russisk kosmonaut (død 2021).
- 21. december – Isi Foighel, dansk politiker, jurist og professor (død 2007).
- 25. december – Ram Narayan, indisk sarangi-spiller (død 2024).
- 30. december – Robert Hossein, fransk skuespiller (død 2020).

## Dødsfald

### Januar
- 14. januar – Thorkild Rovsing, dansk læge, kirurg og minister (født 1862).
- 15. januar – Harald Giersing, dansk maler (født 1881).

### Februar
- 4. februar – Thomas Laub, dansk komponist og organist (født 1852).
- 6. februar - Leander Engström, svensk maler (født 1886).
- 9. februar - Peter Mærsk Møller, dansk kaptajn (født 1836).
- 19. februar – Georg Brandes, dansk forfatter og kritiker (født 1842).
- 23. februar – Einar Holbøll, dansk postmester og julemærkets skaber (født 1865).

### Marts
- 14. marts - Jānis Čakste, lettisk præsident (født 1859).
- 27. marts – Klaus Berntsen, dansk politiker og højskoleforstander (født 1844).

### April
- 23. april - Jenny Meyer, dansk maler (født 1866).

### Maj
- 12. maj – Vilhelm Thomsen, dansk sprogforsker (født 1842).
- 16. maj – Otto Benzon, dansk forfatter, dramatiker og medicinalfabrikant (født 1856).
- 20. maj – Oscar Stribolt, dansk skuespiller (født 1873).

### Juni
- 14. juni - Jerome K. Jerome, engelsk forfatter (født 1859).
- 16. juni – Luplau Janssen, dansk maler (født 1869).
- 28. juni – Otto Bache, dansk maler (født 1839).

### Juli
- 5. juli - Albrecht Kossel, tysk læge og nobelprismodtager (født 1853).
- 13. juli - Otto Albert Blehr, norsk statsminister (født 1847).
- 15. juli - Frederik Markmann, dansk idrætspioner (født 1848).
- 23. juli - Sigrid Wolf-Schøller, en norsk - dansk operasanger (født 1863).

### August
- 16. august – Emil Bernhard Petersen, dansk bankdirektør og stifter (født 1853).
- 31. august – Alhed Larsen, dansk maler (født 1872).

### September
- 14. september – Isadora Duncan, amerikansk danser (født 1877).
- 19. september – Michael Ancher, dansk maler (født 1849).
- 29. september - Willem Einthoven, hollandsk læge, fysiolog og nobelprismodtager (født 1860).

### Oktober
- 2. oktober – Svante Arrhenius, svensk kemiker, fysiker og nobelprismodtager (født 1859).
- 10. oktober - Otto Reedtz-Thott, dansk politiker og godsejer (født 1872).
- 26. oktober – Kristjan Pedersen, dansk politiker og minister (født 1857).

### November
- 11. november – Wilhelm Johannsen, dansk plantefysiolog og genforsker (født 1857).
- 20. november - Wilhelm Stenhammar, svensk komponist, pianist og dirigent (født 1871).
- 21. november – Laurits Tuxen, dansk maler og billedhugger (født 1853).

### December
- 20. december - J.F.S. Dorph-Petersen (sv), dansk skuespiller og teaterdirektør (født 1845).[1]

## Nobelprisen
- Fysik – Arthur Holly Compton (1892-1962) & Charles Thomson Rees Wilson (1869-1959)
- Kemi – Heinrich Otto Wieland
- Medicin – Julius Wagner-Jauregg
- Litteratur – Henri Bergson
- Fred – Ferdinand Buisson (Frankrig), stifter af og præsident for Menneskerettighedskommissionen. : Ludwig Quidde (Tyskland), delegeret til adskillige fredskonferencer.

## Sport
- Første udgave af Ryder Cup, golf – USA 9½-Storbritannien 2½

## Film
- Den amerikanske film Jazzsangeren har præmier i New York den 6. oktober. Dette var den første spillefilm med lyd
- 6. marts - Fritz Langs film Metropolis har premiere

## Bøger
- Mands himmerig – Henrik Pontoppidan
- Steppeulven (Der Steppenwolf) – Hermann Hesse